# Kerstin Ekman

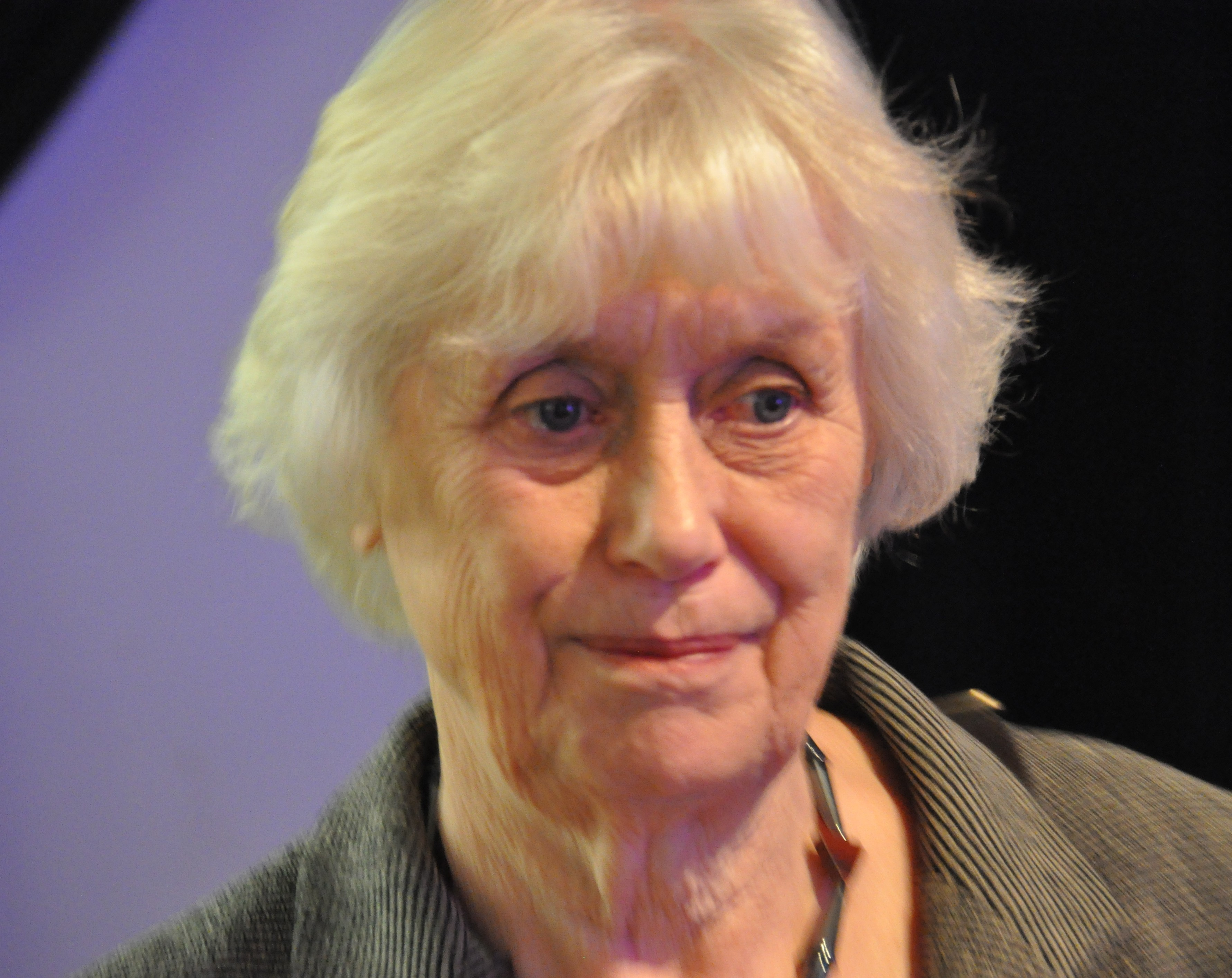
Kerstin Ekman 2011

Kerstin Lillemor Ekman (Finspång, 27 de agosto de 1933) es una novelista sueca galardonada en 1994 con el Premio de Literatura del Consejo Nórdico.
Estudió en la Universidad de Upsala y tras varios años como maestra de primaria y trabajando en el cine, decidió dedicarse a la literatura, al principio con novelas de detectives y más tarde con dramas psicosociales, para volver de nuevo a la novela negra.
Fue elegida miembro de la Academia sueca en 1978.